# 城之内邦雄
城之内 邦雄（じょうのうち くにお、1940年2月3日 - ）は、千葉県佐原市（現：香取市）出身の元プロ野球選手（投手）・コーチ、解説者。

## 経歴
小学校時代は陸上部に所属し、中学校入学と同時に野球を始めるが、中学時代は控え一塁手で3年春には野球部を退部。進学した佐原一高では入学時にバレーボール部へ入部したが、部員不足の野球部から勧誘を受けて同年6月に移る。入学当初は一塁手であったが、秋から肩の強さを見込まれて投手となる。最初はオーバースローで投げていたが、高校に野球を教えに来ていた明治大学の選手から勧められて2年生の6月頃からサイドスローに転向した。同年秋からエースになると一念発起し、毎朝10キロのランニング、ハンドグリッパーを握り続けながら登校などの努力を続ける。3年次の1957年にはエース、四番打者として夏の甲子園県予選を勝ち抜き、東関東大会準決勝に進出するが、成田高に敗れ甲子園出場はならなかった。
1958年に高校を卒業し、佐原一高の先輩である北川芳男の誘いにより、日本麦酒に入社。最初の2年間は北川と高橋栄一郎の影に隠れて出番がなかったが、1960年の産別対抗で16回2/3を投げて19奪三振、自責点0と好投し頭角を現す。
1961年に高橋がプロ入りしたことから城之内はエースとなり、サン大会で38回を投げて防御率0.95、都市対抗でも勝ち星を挙げた。
同年のシーズンが終了すると、社会人№1の速球投手 として巨人と大洋を始め11球団から勧誘を受け、全球団の監督が城之内の実家に押し寄せたともされる。特に1960年から2年越しで日参するなど大洋から最も熱心に勧誘を受け、城之内も恩義を感じていたというが、結局同年11月11日に巨人へ入団。
1962年の春の宮崎キャンプでは投手陣の中で最も球速があり、城之内が投球練習を始めると、藤田元司・堀本律雄・中村稔ら主力投手が投げるのをやめてしまうほどであったという。オープン戦では7試合に登板して4勝0敗、投球回数33回を自責点1点に抑え、新人ながら開幕投手に抜擢される。開幕戦となる4月7日対阪神戦（後楽園）に初登板初先発し好投するも、1-2で惜しくも敗れた。なお、その後も新人の開幕投手は1984年のヤクルト・高野光まで22年間出現しなかった。城之内は春のキャンプから肩の調子が悪く、開幕から3連敗するなど5月下旬まで2勝5敗であったが、5月末から肩が復調すると1ヶ月で5勝を稼ぐなど 前半戦で8勝を重ね、後半戦は16勝と快調に飛ばし、24勝12敗、防御率2.21（リーグ8位）で新人王を獲得する。
1963年は17勝と伊藤芳明（19勝）に次ぐ勝ち星を挙げると、以降18勝、21勝、21勝と入団から5年で101勝を挙げる。入団から5年で100勝に到達した投手は両リーグ分裂後6人目で、城之内以降は現れていない。
1964年から1967年まで4年連続でチームで最多の勝星を稼いで、V9時代の初期におけるエースとして活躍し、エースのジョー（名字の『ジョー』と宍戸錠のニックネームにあやかる）の愛称で呼ばれた。しかしながら、1964年防御率2位、1965年・1966年勝利数2位と、惜しくもタイトルには恵まれなかった。1965年は9月11日の広島戦から同24日の阪神戦まで史上4人目となる4試合連続の完封勝利を達成した(全て9イニング、相手は他にサンケイ・大洋)。これはNPB全体でも現時点で最後の達成となっている。ちなみに4試合目には村山実からソロ本塁打を打っている(通算では3本塁打)。また、1966年の日本シリーズでは3試合に登板して2勝を挙げ最優秀投手賞に選ばれている。
1967年は開幕試合に先発して敗れると、以降1ヶ月の間勝ち星から見放されるが、7月から9月にかけて9勝1敗と好調で9月末には17勝目を完封で飾る。その後腰痛が再発して2試合連続でノックアウトされ、さらに10月8日の阪神戦で遠井吾郎の打球を受けて胸骨にひびが入って閉幕まで欠場し、勝ち星を伸ばすことができなかった。しかし、日本シリーズには間に合って2勝を挙げ、2年連続で最優秀投手賞を獲得した。
1968年も開幕から腰の調子が思わしくなく肩も痛めて球威が落ち、5月末にようやく3勝目をあげるも、6月に入ると早いイニングで打ち崩されるケースが続き、6月下旬に二軍落ちした。7月後半に一軍に復帰すると、8月末から9月末にかけて4試合連続完投勝利を含めて5連勝するが、10月に入ると連敗するなど好不調の波が激しいままシーズンを終える。年間では11勝7敗、防御率3.06と成績を落とすものの、7年連続で2桁勝利を記録した。またこの年の5月16日の大洋戦（後楽園球場）では16-0という大差でノーヒットノーランを達成している。
1969年になると腰痛が悪化して球威が落ちた上に、腰への負担を避けるために投球時に左足をアウトステップするようになって、シュートの曲がりが悪くなり、わずか4勝に終わる。この年の10月10日の中日戦（後楽園）では、先発して3-1とリードした5回にベンチの指示で金田正一にマウンドを譲り降板。金田はそのままリードを守って勝利投手となり通算400勝を達成した。
1970年は腰の状態が回復してシュートの切れが復活し、8月半ばまでに7勝を記録する。しかし、9月20日の対大洋戦で2回5失点と打たれて降板したのち、ベンチに残らず球場の風呂に入ってそのまま帰宅したことを首脳陣に咎められ、以降シーズン終了まで登板の機会が与えられなかった。
ある年には、監督の川上哲治からオールスターゲームに推薦すると打診があったが、当人は目立つことを好まなかったこともあって、オールスターゲームの期間中はいい休養になると考えていたことから理由の説明なしにこれを断ると、途端に川上から冷たい態度を取られ始めたという。トレードによる移籍を球団に申し入れたこともあったが、川上から「よそで投げられて活躍されたら困る」と言われてこれも叶わなかった。
1971年には腰痛が回復し球威も全盛期に近い状態まで戻っていた（本人談）が、春のベロビーチキャンプの参加メンバーから漏れ、シーズンに入ってもチームの若返り方針もあってごくたまの敗戦処理に甘んじる。8月26日の対中日戦では当て馬として六番・右翼手の先発メンバーに名を連ねるなどの屈辱も受けた（本人はこの事について「あの時は本当に頭にきた」と後日話している）。この時、城之内は監督の川上哲治に対して自分の存在価値を問うたが、「君の好きなようにしていいが、今辞めればエースのジョーとして名を残せるんだ」と、引退勧告に近い言葉が返ってきたという。このような中で城之内は「せめて、2,3試合先発させてもらえないか」とヘッドコーチの中尾碩志に直訴もしたが、なかなかチャンスは巡ってこなかった。同年9月23日の対阪神戦で巨人が優勝を決めると、翌日の同カードでの先発を中尾から突然言い渡されるが、城之内はこれを拒否してしまう。結局、シーズン終了後に巨人を戦力外となり、コーチのポストも準備されなかった。東映と西鉄の2球団から誘いを受けたともいうが、巨人の城之内で終わりたいという本人の希望もあり、12月3日に任意引退となった。
引退後は1972年から1973年まで文化放送「ジャイアンツナイター」解説者となる。ロッテの取材で東京スタジアムに行った際に、巨人時代の同僚であった監督の金田と遊び半分でキャッチボールをしたことをきっかけに、1973年12月3日にロッテで現役復帰することが発表される。1974年オープン戦では好投を見せたものの、シーズンに入ると通用せず5試合の登板に終わり、7月3日に現役を引退しコーチに就任することが発表された。金田によると、当時のパ・リーグは不人気であったために城之内の現役復帰はあくまで客寄せパフォーマンスの一環であったという。現役選手としては戦力になったとは言い難かったが、その分ベンチで寡黙さを押し殺し、味方選手への鼓舞や相手チームへの野次に注力していた。5月3日には、前々日の日本ハムファイターズ戦で張本勲に飛ばした野次に張本が激しく腹を立て、試合前の練習中に襲撃され、暴力を振るわれた事があった。
二度目の引退後は1975年から1976年までロッテの二軍投手コーチ、1977年から1983年までスカウトを務め落合博満を担当した。1984年から2003年まで古巣の巨人でスカウト（肩書は編成部専任次長）を務め、清水隆行やドラフト外では石毛博史の獲得を進言した。

## 選手としての特徴
一旦打者に背を向け横に首を振りながらのサイドスローという豪快な投球フォーム（野茂英雄の「トルネード投法」の先祖ともいうべきスタイル）から投げ込む重い速球と曲がって落ちるシュートを武器とした。打者を見ていないようなフォームから繰り出される荒れ球は、非常に打ちにくかったという。一方で、守備や牽制は苦手としていた。

## 人物
非常に無口で、あるときヤクルト監督の三原脩と対談したが、会話録に城之内の発言が全くなかった。
落合博満も城之内にスカウトされた一人であった。スカウト時代は口説き文句は一切言わない物静かなスカウトらしくないスカウトで、その寡黙さにある種の信頼感さえあったという。
麻雀が非常に好きで、先発投手を務める日には完投すると宿舎に戻るのが遅くなるため、先にほかのメンバーで麻雀を始められないように、ユニフォームのポケットにセットの中から牌を1枚抜き取って入れた上で、マウンドに上がった。郷里の香取神宮に勝運の神の御利益を願って石灯籠を寄贈しているが、チームメイトからは「野球の神様と麻雀の神様が賽銭を山分けしているんだろう」との評判だった。あるとき、調子を落とした投手陣に対して麻雀禁止令が出たが、野手陣から「ジョーさんだけは外して欲しい。ジョーさんから麻雀を取り上げたら、元気をなくして野球にならない」との声が上がったという。

## 血縁
歌手の城之内早苗の大叔父。また俳優の地井武男は義理の兄弟（城之内の兄と地井の姉が夫婦）。

## 詳細情報

### 年度別投手成績
| 年 度      | 球 団      | 登 板 | 先 発 | 完 投 | 完 封 | 無 四 球 | 勝 利 | 敗 戦 | セ 丨 ブ | ホ 丨 ル ド | 勝 率 | 打 者 | 投 球 回 | 被 安 打 | 被 本 塁 打 | 与 四 球 | 敬 遠 | 与 死 球 | 奪 三 振 | 暴 投 | ボ 丨 ク | 失 点 | 自 責 点 | 防 御 率 | W H I P |
| ---------- | ---------- | ----- | ----- | ----- | ----- | -------- | ----- | ----- | -------- | ----------- | ----- | ----- | -------- | -------- | ----------- | -------- | ----- | -------- | -------- | ----- | -------- | ----- | -------- | -------- | ------- |
| 1962       | 巨人       | 56    | 31    | 14    | 5     | 2        | 24    | 12    | --       | --          | .667  | 1091  | 280.2    | 207      | 11          | 62       | 5     | 8        | 173      | 3     | 0        | 78    | 69       | 2.21     | 0.96    |
| 1963       | 巨人       | 45    | 34    | 12    | 3     | 3        | 17    | 14    | --       | --          | .548  | 994   | 247.2    | 219      | 15          | 53       | 4     | 9        | 112      | 3     | 0        | 97    | 74       | 2.69     | 1.10    |
| 1964       | 巨人       | 52    | 32    | 17    | 5     | 4        | 18    | 16    | --       | --          | .529  | 1040  | 262.0    | 238      | 15          | 39       | 2     | 6        | 119      | 2     | 0        | 79    | 65       | 2.23     | 1.06    |
| 1965       | 巨人       | 52    | 40    | 13    | 6     | 5        | 21    | 12    | --       | --          | .636  | 1008  | 258.0    | 206      | 12          | 52       | 2     | 12       | 121      | 2     | 0        | 80    | 70       | 2.44     | 1.00    |
| 1966       | 巨人       | 40    | 35    | 21    | 6     | 5        | 21    | 8     | --       | --          | .724  | 1108  | 282.0    | 231      | 11          | 53       | 11    | 7        | 134      | 0     | 0        | 70    | 63       | 2.01     | 1.01    |
| 1967       | 巨人       | 33    | 33    | 16    | 5     | 3        | 17    | 8     | --       | --          | .680  | 895   | 227.0    | 190      | 23          | 37       | 4     | 4        | 94       | 2     | 0        | 73    | 65       | 2.58     | 1.00    |
| 1968       | 巨人       | 30    | 26    | 9     | 4     | 1        | 11    | 7     | --       | --          | .611  | 654   | 162.0    | 147      | 19          | 40       | 3     | 6        | 83       | 0     | 0        | 63    | 55       | 3.06     | 1.15    |
| 1969       | 巨人       | 20    | 19    | 5     | 1     | 1        | 4     | 5     | --       | --          | .444  | 492   | 120.1    | 106      | 20          | 29       | 3     | 6        | 41       | 2     | 0        | 56    | 55       | 4.13     | 1.12    |
| 1970       | 巨人       | 21    | 20    | 5     | 1     | 4        | 7     | 6     | --       | --          | .538  | 475   | 118.0    | 111      | 13          | 16       | 3     | 2        | 50       | 0     | 0        | 42    | 39       | 2.97     | 1.08    |
| 1971       | 巨人       | 5     | 0     | 0     | 0     | 0        | 1     | 0     | --       | --          | 1.000 | 41    | 9.0      | 12       | 1           | 1        | 0     | 1        | 0        | 0     | 0        | 6     | 5        | 5.00     | 1.44    |
| 1974       | ロッテ     | 5     | 1     | 0     | 0     | 0        | 0     | 0     | 0        | --          | ----  | 43    | 11.0     | 11       | 0           | 1        | 0     | 0        | 9        | 0     | 1        | 5     | 5        | 4.09     | 1.09    |
| 通算：11年 | 通算：11年 | 359   | 271   | 112   | 36    | 28       | 141   | 88    | 0        | --          | .616  | 7841  | 1977.2   | 1678     | 140         | 383      | 37    | 61       | 936      | 14    | 1        | 649   | 565      | 2.57     | 1.04    |

- 各年度の太字はリーグ最高

### 表彰
- 新人王 （1962年）
- 日本シリーズ最優秀投手賞：2回 （1966年、1967年）

### 記録
- ノーヒットノーラン：1回 （1968年5月16日、対大洋ホエールズ戦、後楽園球場） ※史上39人目
- オールスターゲーム出場：4回 （1963年、1965年 - 1967年）

### 背番号
- 15 （1962年 - 1971年）
- 12 （1974年）
- 86 （1975年 - 1976年）

## 関連情報

### テレビ出演
- 土曜ワイド劇場「いのちある限り 燃えろ!熱球」（1977年、テレビ朝日）